# La Chapelle-du-Noyer
 La Chapelle-du-Noyer  es una localidad y comuna de Francia, en la región de Centro, departamento de Eure y Loir, en el distrito y cantón de Châteaudun.
Su población en el censo de 1999 era de 1.056 habitantes. Forma parte de la aglomeración urbana de Châteaudun.
Está integrada en la Communauté de communes du Dunois.

## Demografía
| 620 | 757 | 831 | 932 | 967 | 1056 |
| Para los censos de 1962 a 1999 la población legal corresponde a la población sin duplicidades (Fuente: INSEE [Consultar]) |     |     |     |     |      |